# Józef Gałęzowski (polityk)
Józef Gałęzowski ps. Józef Gołkowicz (ur. 7 czerwca 1834 w Lipowcu na Ukrainie, zm. 18 marca 1916 w Paryżu) – polski pedagog, członek Rządu Narodowego w powstaniu styczniowym, prezes Muzeum Polskiego w Rapperswilu.
Ukończył Akademię Wojenną w Petersburgu, gdzie w stopniu sztabskapitana został wykładowcą balistyki. Po wybuchu powstania styczniowego powołany na członka Wydziału Wojny Rządu Narodowego. Był autorem ustawy o pospolitym ruszeniu. Po ustąpieniu we wrześniu Eugeniusza Dębińskiego-Kaczkowskiego został szefem tego wydziału. 17 października 1863 roku wraz z Romualdem Trauguttem i Józefem Kajetanem Janowskim przystąpił do formowania nowego Rządu Narodowego. W przebraniu palacza kolejowego udał się w czerwcu 1864 roku do Paryża. Tam zajął się sprawą ewentualnej dostawy broni do Królestwa Polskiego, będąc członkiem Komisji Broni. W czasie wojny francusko-pruskiej zajął się organizowaniem Legionu Polskiego.
Mianowany prezesem i członkiem rady nadzorczej Muzeum w Rapperswilu. Został skarbnikiem Komisji Nadzorczej Skarbu Narodowego. Ogłosił dwie prace o artylerii: Artylerya. O działach gwintowanych (Paryż 1867), Sur le fusil à aiguille (1869). Udzielił pomocy Antoniemu Berezowskiemu, skazanemu za zamach na cesarza Rosji Aleksandra III. Jako finansista kierował Funduszem Żelaznym pomocy dla skazańca zesłanego na Nową Kaledonię. Był członkiem Ligi Polskiej.
Pochowany na Cmentarzu Père-Lachaise w Paryżu.